# Abadía Benedictina del Niño Dios

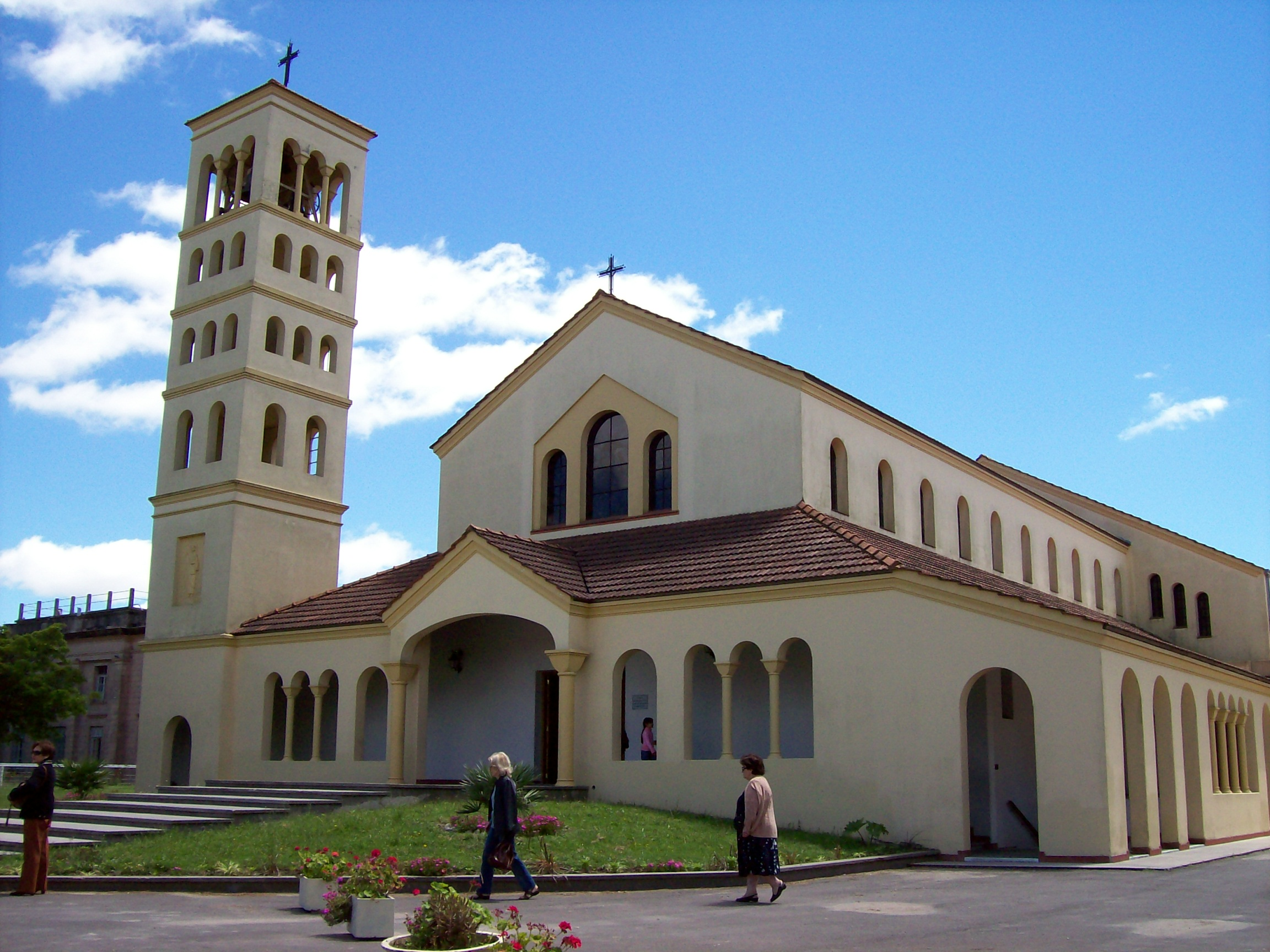
Abadía Benedictina del Niño Dios.

La Abadía Benedictina del Niño Dios está ubicada en la localidad de Victoria, Provincia de Entre Ríos, Argentina. Fue fundada en 1899 por una orden de monjes benedictinos, llegados de Belloc (Francia).
La misma se encuentra sobre una de las siete colinas de la ciudad de Victoria, en Entre Ríos, a lo largo de 421 ha de bosques y jardines y sobre la ruta provincial RP 11. Es de gran importancia para la ciudad, no sólo como lugar histórico sino también como fuente económica de impacto turístico, ya que la orden Benedictina que habita la Abadía, forma parte de una de las 17 órdenes religiosas que se encuentran en el país y es la más visitada de todas. Los monjes que allí habitan producen su propia línea de productos comestibles como queso, dulces, licores y cerveza, atrayendo al turismo por su singular producción. Dentro del recinto también se realizan retiros espirituales, en los que el visitante puede meditar disfrutando del amplio jardín que se ubica en el costado este de la iglesia principal.
Los huéspedes y visitantes participan en la oración litúrgica de los monjes, que se celebran con canto gregoriano. Los monjes se ubican a ambos costados del altar principal y recitan sus salmos y cantos, acompañados por un órgano tubular, ejecutado por uno de ellos.

## Historia

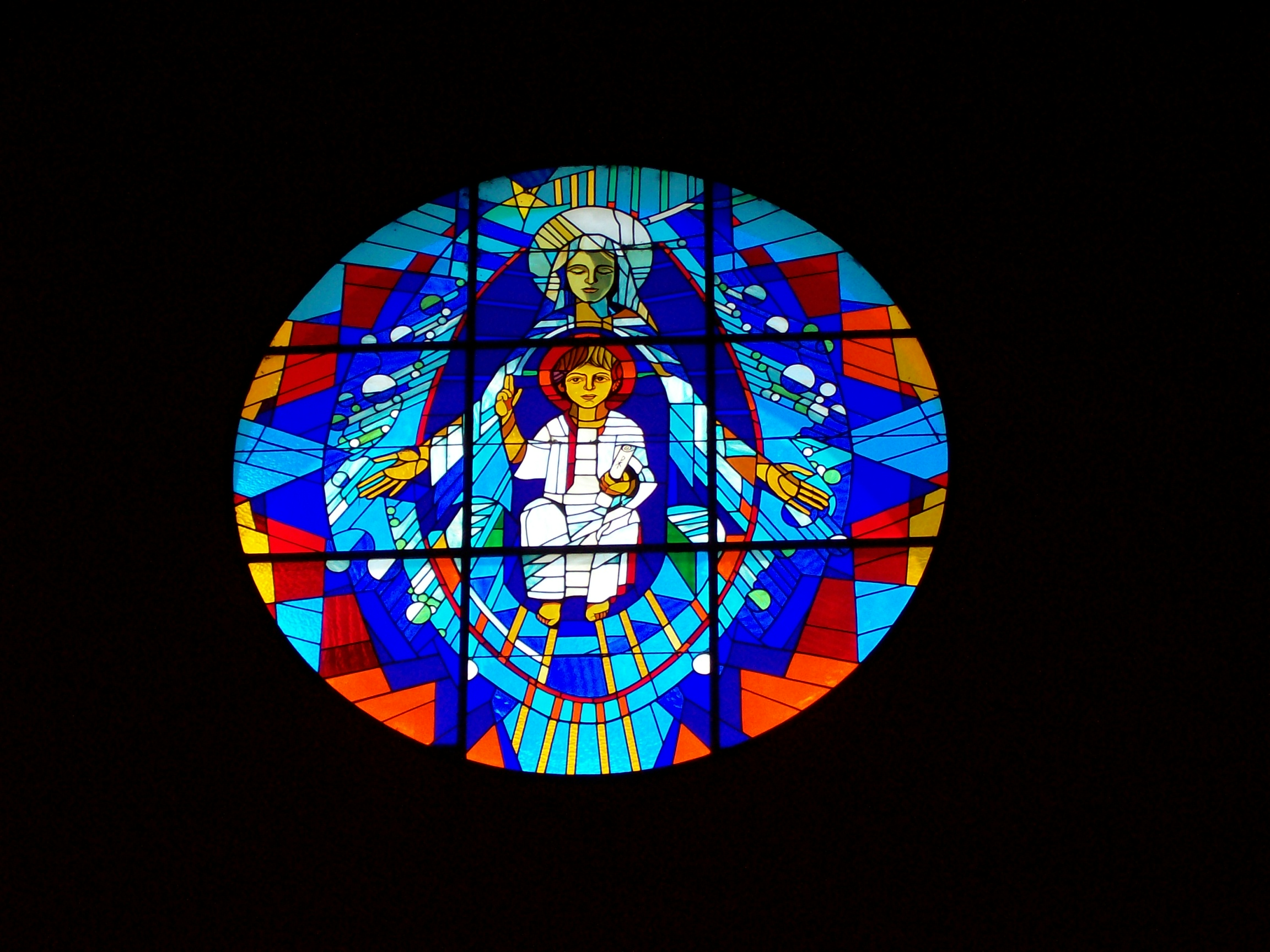
Rosetón de la Abadía, sobre el altar mayor.

El 30 de agosto de 1899, este lugar es fundado en la localidad de Victoria por miembros de la Abadía de Belloc, provenientes de Francia, conformando así el primer monasterio benedictino de Hispanoamérica Su primer Abad fue el padre Salvador Laborde, de origen francés quien llegó en 1903 junto al entonces maestro de novicios, P. Ignacio Gracy. Más adelante se convertiría en Prior de Niño Dios y futuro Abad de Belloc.

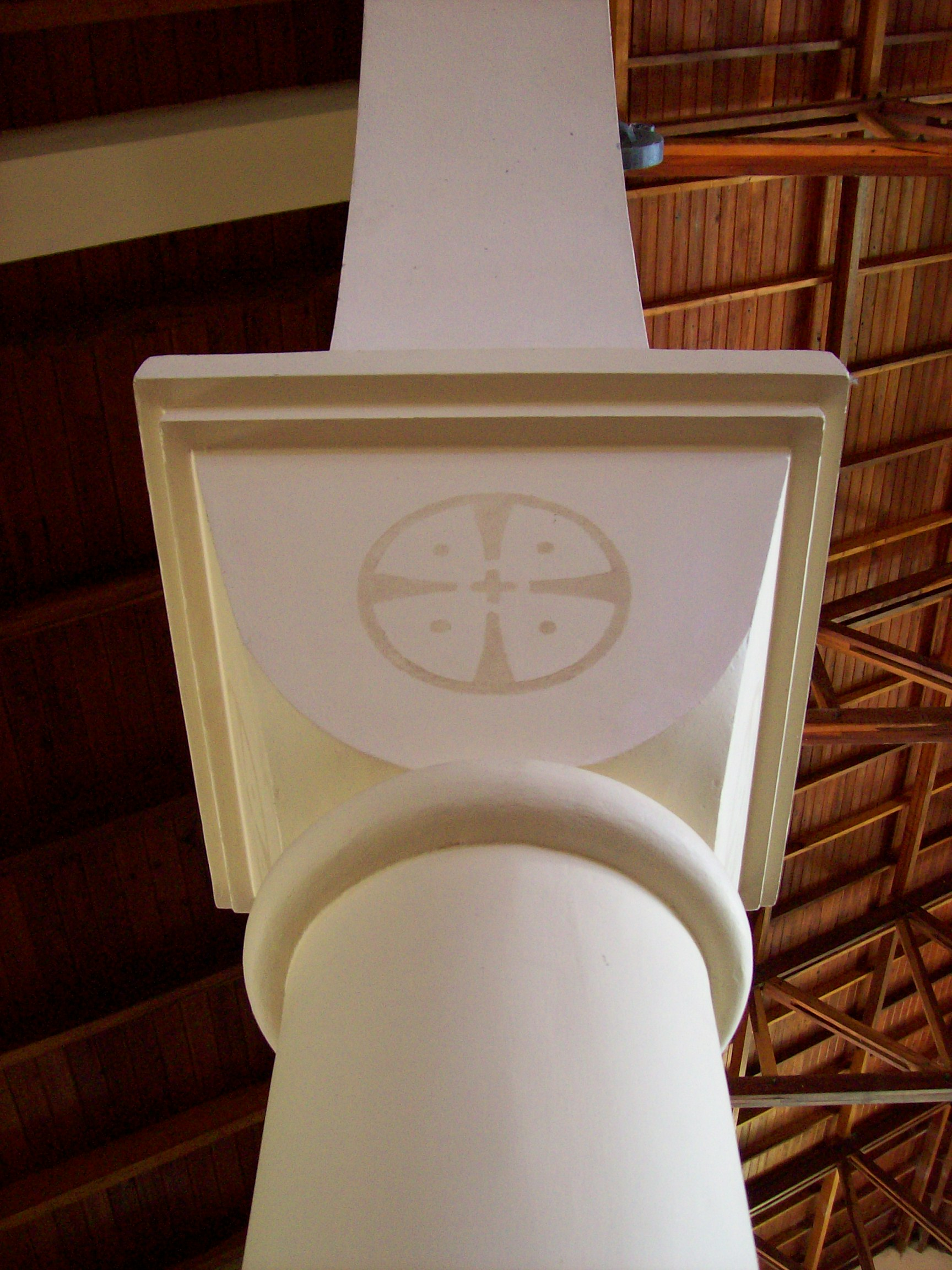
Detalle de una de las columnas de la Abadía, con la Medalla de San Benito impresa.

En 1909, la iglesia contó con un "Oblatado", en donde niños y adolescentes recibían su formación religiosa para luego convertirse en monjes. El primero de ellos, José Sixto Geramiez, fue el primer monje argentino y tercer abad en 1958.
La Abadía no sólo ha trabajado en la difusión de su credo localmente, sino también en la creación de otras sedes religiosas como la Abadía de "Cristo Rey" en el Siambón, Tucumán en 1956, el priorato simple de "La pascua" en Canelones (Uruguay) en 1976, y en 1982 asume como priorato simple al Monasterio de San Benito de Llíu (Limache, Chile).
Desde 1997, el Abad de la orden es el padre Carlos Martín Oberti (quinto en la línea de sucesión), quién reemplaza en el cargo al P. Abad Eduardo Ghiotto, monje que gobernó a la comunidad a lo largo de 27 años.

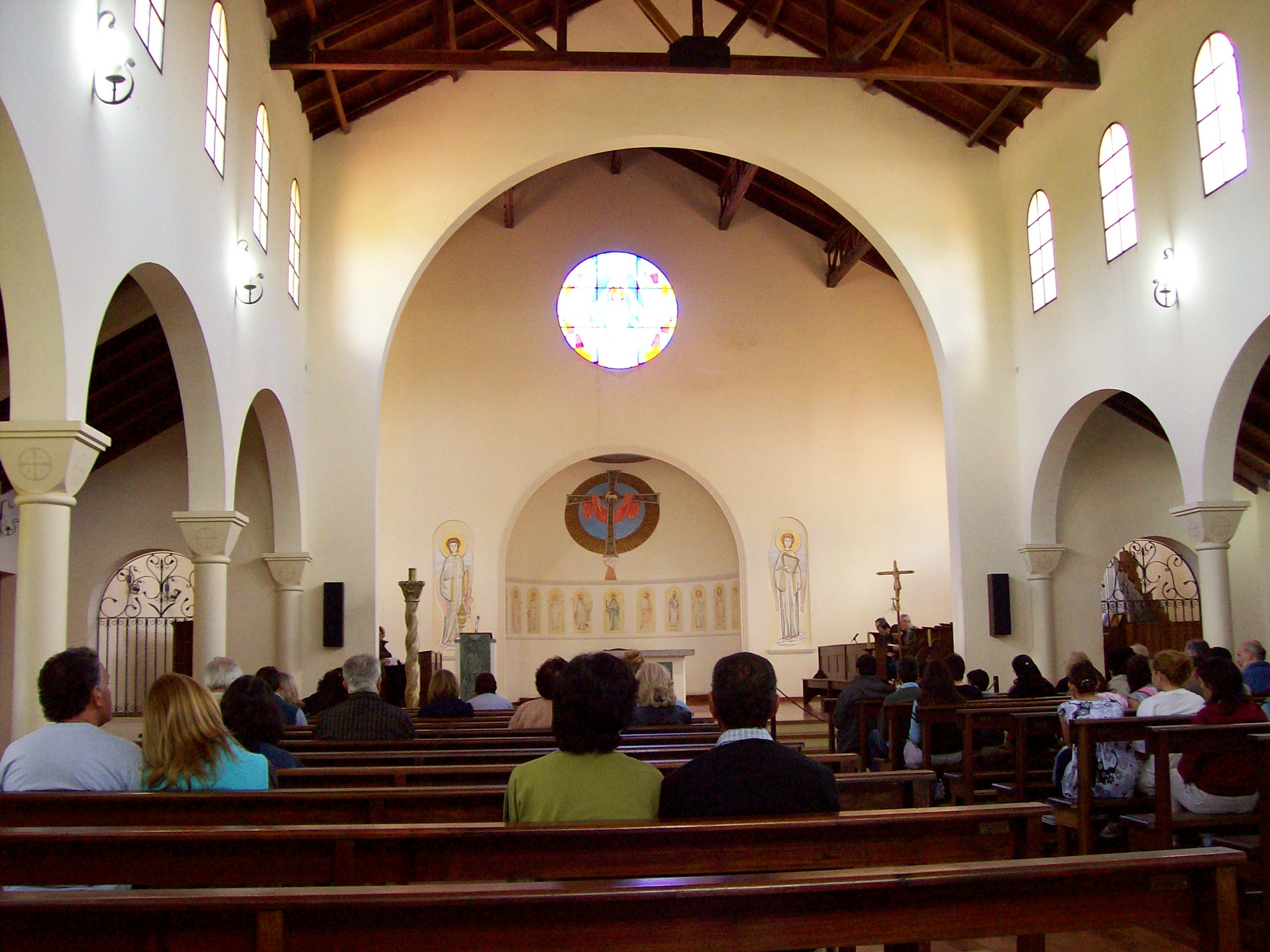
La nave central de la iglesia durante una de las liturgias.

El 29 de agosto de 1998 se dedica una nueva iglesia abacial desde estilo neo–románico con detalles especiales, como el estudio realizado para la luz natural con el fin de lograr percibirse el correr de la luz a lo largo del día y manifestar así su simbolismo en relación con la celebración de la Liturgia de las Horas. En su interior, la insignia de la Medalla de San Benito se encuentra impresa en cada una de sus columnas, y en los laterales del altar principal se encuentran los bancos de madera de estilo monacal en donde los monjes recitan sus oraciones para cada celebración religiosa. Predominante y al centro del mismo, se encuentra un rosetón ilustrando a la Virgen María junto al Niño, en dedicación al misterio del nacimiento de Jesucristo.
En un armonioso contraste con el estilo arquitectónico de la nave central, se encuentran a la izquierda, tres confesionarios muy distintos a los que normalmente se pueden observar en Argentina: son 3 puertas transparentes, de vidrio laminado, en las cuales el monje y quien se confiesa, pueden ser vistos a través del mismo.

## La Orden
Los monjes benedictinos conviven bajo reglas establecidas por la Orden que creó San Benito en el siglo VI. Una de las características que se mantienen entre los miembros de la abadía, es el silencio, incluso entre ellos mismos. Debido a la gran cantidad de turistas, solo algunos están autorizados a hablar con los visitantes.

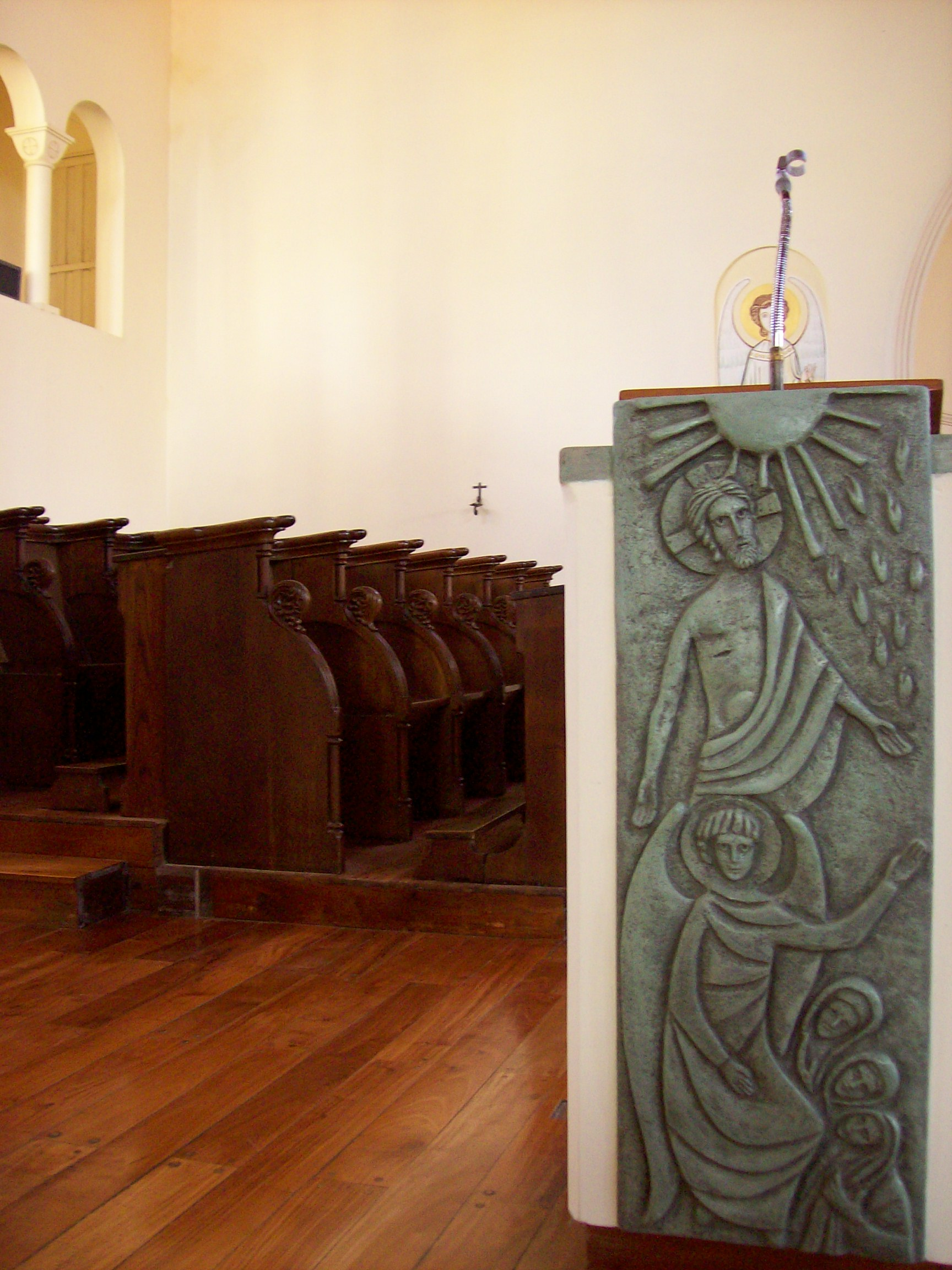
Bancos de madera sobre uno de los costados del Altar.

La dirección de la orden recae en el abad, el cual es elegido por toda la comunidad y su tarea principal es trabajar por el bien espiritual de los monjes y atender la administración de los bienes del monasterio.

## Actividades

### Retiro espiritual
Los visitantes que desean compartir de 2 a 4 días de vida monacal junto a los 20 monjes que se encuentran en el recinto, se quedan en la Hospedería bajo ciertas condiciones. El visitante deberá llevar su juego de sábanas y ropa de dormir propia, ya que la abadía no provee de este tipo de servicio. Recibe peregrinos de todo el país, especialmente de la provincia de Buenos Aires y Santa Fe. Los fines de semana, las 80 plazas que se encuentran en el complejo son ocupadas en su mayoría, debido al gran afluente turístico que recibe la orden religiosa.
Para el visitante, no se realiza ningún tipo de distinción de credo ni distinción social. Como con el resto de las actividades del templo, solo algunos monjes, los designados por el abad, podrán hablar con los huéspedes.

### Productos
Hacia el costado derecho del complejo, y antes de llegar al jardín, se encuentran dos puestos de difusión. Uno de ellos es una santería en donde, además de los objetos típicos que se puedan localizar en este tipo de lugares, se puede encontrar una diversa y abundante bibliografía sobre San Benito y su obra, y sobre el Papa Benedicto XIV.
El otro puesto, es de venta de los productos regionales manufacturados por los monjes entre los cuales se incluyen dulces, licores, quesos y cerveza, lo cual se convierte en un atractivo más apuntado desde el punto de vista turístico.

## Labor educativa
La Abadía del Niño Dios es responsable de dos instituciones educativas que desarrollan su trabajo en la misma ciudad que ésta. Por un lado, es matriz del Instituto John Fitzgerald Kennedy, escuela que contempla el nivel inicial, primario y secundario, de carácter confesal católica y abierta a la comunidad. Por otra parte, la Abadía es también la responsable del Instituto Superior Del Profesorado "San Benito", que ofrece carreras de carácter terciario (superior) especialmente enfocadas hacia la docencia, y con especial hincapié en el estudio teológico y humanístico.
El 16 de septiembre de 2015, la Cultural Abadía del Niño Dios anunció a la opinión pública su decisión de transferir la gestión del Instituto John Fitzgerald Kennedy a la órbita del Obispado de Gualeguaychú.